# امیر حاتمی
امیر حاتمی (زادهٔ ۱۳۴۵ در زنجان) سرلشکر ارتش جمهوری اسلامی ایران است، که از ۲۳ خرداد ۱۴۰۴ به‌عنوان پنجمین فرمانده کل ارتش جمهوری اسلامی ایران فعالیت می‌کند. وی در دولت دوازدهم در فاصله سال‌های ۱۳۹۶ تا ۱۴۰۰ وزیر دفاع و پشتیبانی نیروهای مسلح بود.
حاتمی فعالیت نظامی را در خلال جنگ ایران و عراق به‌عنوان نیروی داوطلب، در بسیج آغاز کرد، سپس به نیروی زمینی ارتش پیوست. وی در فاصله سال‌های ۱۳۷۷ تا ۱۳۸۴ معاونت اطلاعات ارتش جمهوری اسلامی ایران را برعهده داشت، از ۱۳۸۵ تا ۱۳۹۰ معاون نیروی انسانی ستاد کل نیروهای مسلح بود و از ۱۳۹۰ تا ۱۳۹۲ به‌عنوان جانشین معاون ارکان و امور مشترک ستاد کل فعالیت می‌کرد.
او در دولت یازدهم از سال ۱۳۹۲ تا ۱۳۹۶ جانشین وزارت دفاع و از ۱۳۹۶ تا ۱۴۰۰ وزیر دفاع بود و در فاصله سال‌های ۱۴۰۰ تا ۱۴۰۴ به‌عنوان مشاور فرمانده کل نیروهای مسلح در امور ارتش فعالیت می‌کرد.

## زندگی‌نامه
امیر حاتمی در سال ۱۳۴۵ در روستای نیماور، شهرستان زنجان زاده شد و دوران کودکی و نوجوانی را در شهر زنجان سپری کرد. وی در سال ۱۳۵۹ و در خلال جنگ ایران و عراق، در حالی که تنها ۱۴ سال داشت، به‌عنوان نیروی داوطلب به عضویت بسیج درآمد و از سال ۱۳۶۳ نیز فعالیت در نیروی زمینی ارتش را آغاز کرد. وی پس از جنگ، در سال ۱۳۶۸ وارد دانشگاه افسری امام علی شد و پس از فارغ‌التحصیلی در رشته مدیریت علوم دفاعی، در فاصله سالهای ۱۳۷۷ تا ۱۳۸۴ فرماندهی یگان‌های نیروی زمینی ارتش در شمال‌غرب و غرب کشور را برعهده داشت.

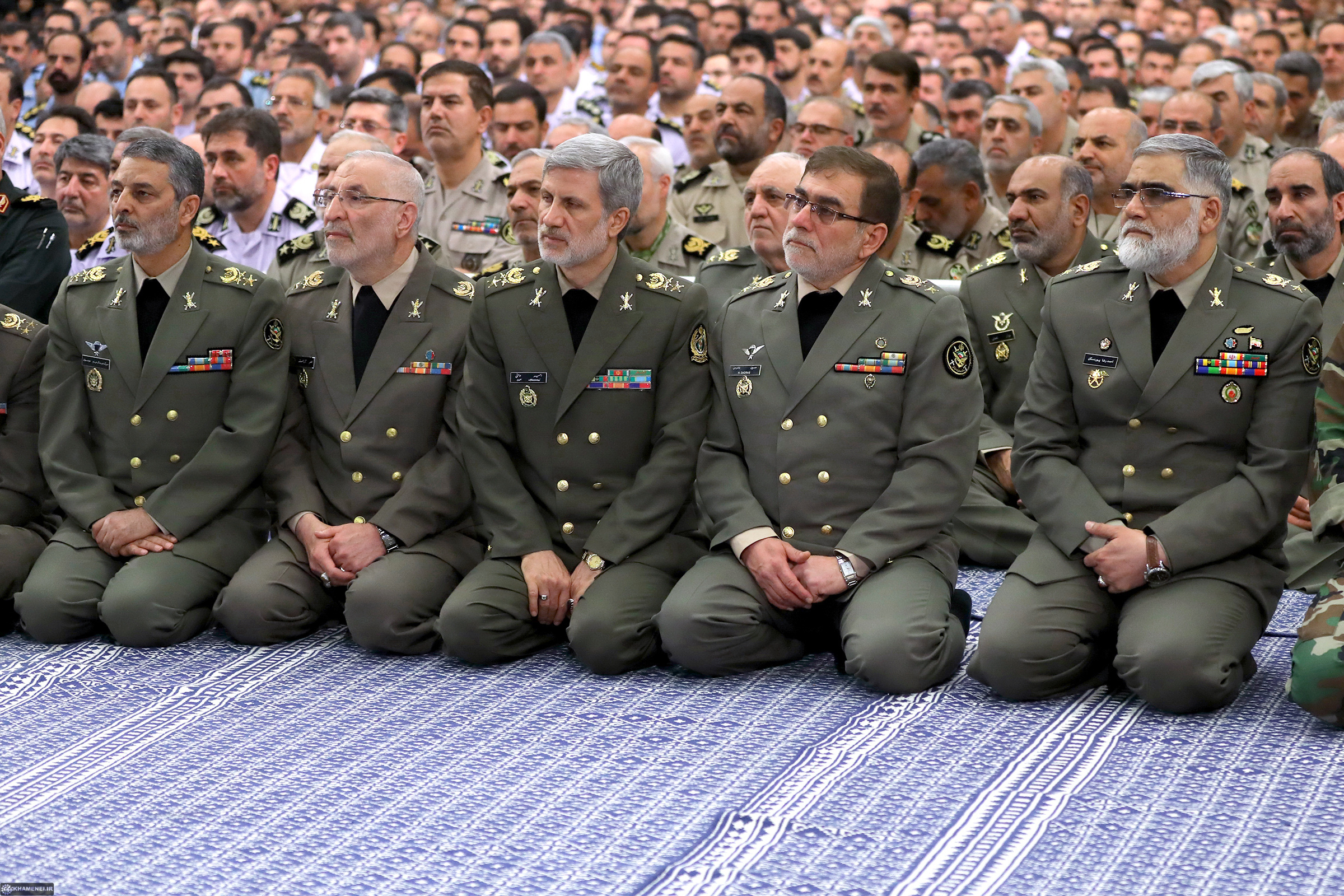
دیدار فرماندهان ارتش با سید علی خامنه‌ای به مناسبت روز ارتش، ۳۰ فروردین ۱۳۹۶

حاتمی در سال ۱۳۷۷ هنگامی‌که تنها ۳۲ سال داشت، با دریافت ۲ درجه ترفیع، از سوی رهبر جمهوری اسلامی (سیدعلی خامنه‌ای) از درجه سرهنگ‌دومی، به سرتیپ‌دومی ارتقاء یافت و به معاونت اطلاعات ارتش منصوب شد و این سمت را تا سال ۱۳۸۵ برعهده داشت. وی از معدود نظامیان ایرانی فعال در ارتش است، که پیش از ۴۰ سالگی، درجه سرتیپی دریافت نمود. حاتمی در سال ۱۳۸۵ به معاونت نیروی انسانی ستاد کل نیروهای مسلح منصوب گردید و تا سال ۱۳۹۰ نیز در این جایگاه فعالیت کرد. وی از ۱۳۹۰ تا ۱۳۹۲ جانشین معاون ارکان و امور مشترک ستاد کل نیروهای مسلح بود.

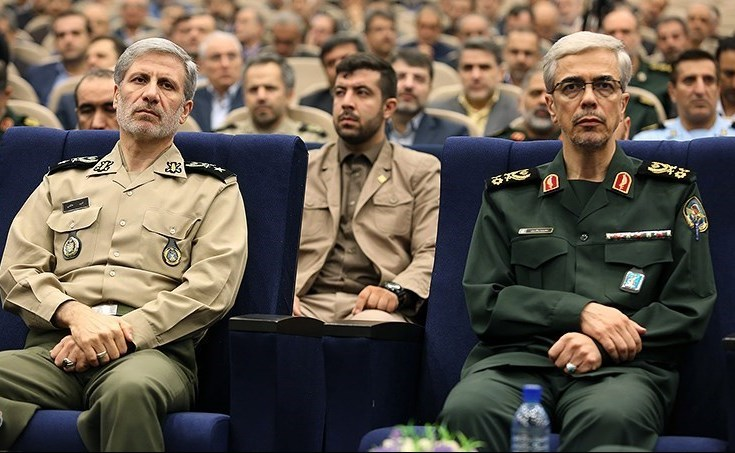
حاتمی در کنار محمد باقری، رئیس سابق ستاد کل نیروهای مسلح

او در فاصله سالهای ۱۳۹۲ تا ۱۳۹۶ در دولت یازدهم، قائم‌مقام وزیر دفاع (حسین دهقان) بود و از سال ۱۳۹۶ تا ۱۴۰۰ نیز به‌عنوان وزیر دفاع دولت دوازدهم فعالیت کرد.
ولی یک روز پس از جنگ ایران و اسرائیل و با ارتقا سرلشکر موسوی به سمت ریاست ستاد کل نیروی‌های مسلح در تاریخ ۲۴ خرداد ۱۴۰۴ با ارتقا یک درجه به سرلشکری به سمت فرمانده کل ارتش جمهوری اسلامی منصوب گردید.

## وزارت دفاع و پشتیبانی نیروهای مسلح

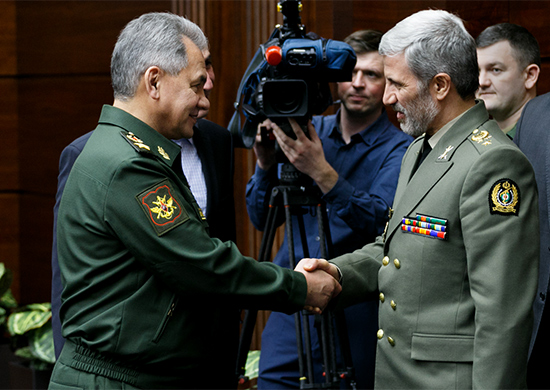
حاتمی در دیدار با وزیر دفاع روسیه؛ سرگئی شویگو در مسکو، فروردین ۱۳۹۷

حاتمی در مردادماه ۱۳۹۶ از سوی حسن روحانی به‌عنوان وزیر دفاع دولت دوازدهم به مجلس دهم پیشنهاد شد و در رأی‌گیری انجام شده در تاریخ ۲۹ مرداد ۱۳۹۶، با دریافت ۲۶۱ رأی موافق از نمایندگان مجلس شورای اسلامی، به‌عنوان وزیر دفاع و پشتیبانی نیروهای مسلح در دولت دوازدهم منصوب گردید.

## فرماندهی ارتش
امیر حاتمی یک روز پس از جنگ ایران و اسرائیل و با ارتقا سرلشکر موسوی به سمت ریاست ستاد کل نیروی‌های مسلح در تاریخ ۲۴ خرداد ۱۴۰۴ با ارتقا یک درجه به سرلشکری به سمت فرمانده کل ارتش جمهوری اسلامی منصوب گردید.

## جایزه‌ها و نشان‌های افتخار
این بخش شامل نشان‌ها و جایزه‌های رسمی امیر حاتمی است که بر روی لباس همسان او نصب می‌شود، ولی جایزه‌های غیرنظامی و غیررسمی را در برنخواهد گرفت.

### آرم‌ها
| نشان «رستهٔ فرماندهی و ستاد» | دانشگاه فرماندهی و ستاد آجا |
| دانشگاه عالی دفاع ملی       | آجا                         |

### نوار نشان‌ها
|  |  |  |
|  |  |  |
|  |  |  |

### نام نشان‌ها
| نشان ایثار             | نشان شجاعت   |           |
| دوره دافوس             | دوره دکتری   | نشان ورزش |
| دوره دوم دانشگاه افسری | دوره مقدماتی | دوره عالی |

## تحریم
در ۱۳ اکتبر سال ۲۰۲۲ دولت کانادا اعلام کرد تحریم‌های جدیدی علیه ۱۷ شخص و ۳ نهاد از مقامات سابق و فعلی جمهوری اسلامی ایران وضع کرده است که نام امیر حاتمی در بین این اسامی است.